# PR TIMES
株式会社PR TIMES（ピーアールタイムズ、英: PR TIMES,Inc.）は、東京都港区に本社を置く日本のPR会社。同名のプレスリリース配信サービスの運営や、企業の広報・広聴活動の支援を主な事業とする。
2005年12月に設立、2018年8月に東証マザーズから東証一部に市場変更。株式会社ベクトルの子会社。JPX日経中小型株指数の構成銘柄の一つ。

## 概要
企業や官公庁、自治体などが作成した報道機関向けの発表資料・プレスリリース（ニュースリリース）を広く配信するサービス「PR TIMES」を運営している。同名の配信サイトはメディア関係者に加え、一般人も閲覧できる。
2021年2月時点で5万社以上、上場企業の5割が利用。月間で2万本以上のプレスリリースを配信し、ページビュー（PV）は最高で6000万を超えた。
主な全国紙（朝日、産経、毎日、読売）のデジタル版をはじめ約200媒体と提携しており、提携先にプレスリリース原文を転載できる。

## 業務内容
- プレスリリース配信サービス「PR TIMES」の運営[16]
- ストーリー配信サービス「PR TIMES STORY」の運営
- クライアントとメディアのパートナーとして広報・PR支援の実施
- 広報・PRの効果測定サービス「Webクリッピング」サービスの運営
- 動画PRサービス「PR TIMES TV」「PR TIMES LIVE」の運営
- クラウド情報整理ツール「Tayori」の運営
- タスク・プロジェクト管理ツール「Jooto」の運営
- ウェブメディア事業の運営

## 沿革
- 2005年12月 - 株式会社キジネタコムを設立
- 2007年
  - 2月 - 株式会社PR TIMESに商号変更
  - 4月 - プレスリリース配信サービス「PR TIMES」の運営開始
- 2016年3月 - 東証マザーズに株式を上場
- 2018年
  - 4月 - 登録したプレスリリースをPDFファイルにできる機能を新たに追加[17]
  - 8月 - 東証一部に市場変更
- 2020年3月 - 株式会社マッシュメディア（完全子会社）を吸収合併[18]

## 不正アクセスによる情報漏えいの可能性
同社が2025年5月7日19時に公開した公式プレスリリース発表によれば、2025年4月25日にPR TIMESのサーバーに不審なファイルが配置されていることを検知し、調査したところ、4月24日～25日にPR TIMES管理者画面へ第三者による不正アクセスが行われていたことが認められた。外部セキュリティ専門機関と共にその影響について調査を進める中で、個人情報と発表前プレスリリース情報を中心とする保有情報が漏えいした可能性があることが判明し、漏洩の可能性がある情報の範囲として、個人情報は最大で90万1603件あり、企業ユーザー22万7023件、メディアユーザー2万8274件、個人ユーザー31万3920件、インポートリスト（企業ユーザーが保有するプレスリリース送信先メディアの連絡先）33万1619件、当社スタッフ767件が対象となっている。（2025年4月24日午前11時時点）なお個人情報には銀行口座番号、クレジットカード情報等の決済関連情報は含まれていない。